# Orquesta Sinfónica de San Francisco
La Orquesta Sinfónica de San Francisco (también llamada SFS por sus siglas en inglés de San Francisco Symphony) es una orquesta de San Francisco, California. Fue fundada y conducida por el compositor Henry Hadley en 1911, quien también dirigió la Seattle Symphony Orchestra desde 1909 hasta 1911. Solo había sesenta músicos en la orquesta al inicio de su sesión. Su primer concierto incluía compuesta por Wagner, Chaikovski, Haydn y Liszt. En la temporada 1911-1912 se programaron trece conciertos.
El actual director musical es Michael Tilson Thomas, en el cargo desde septiembre de 1995.

## Historia

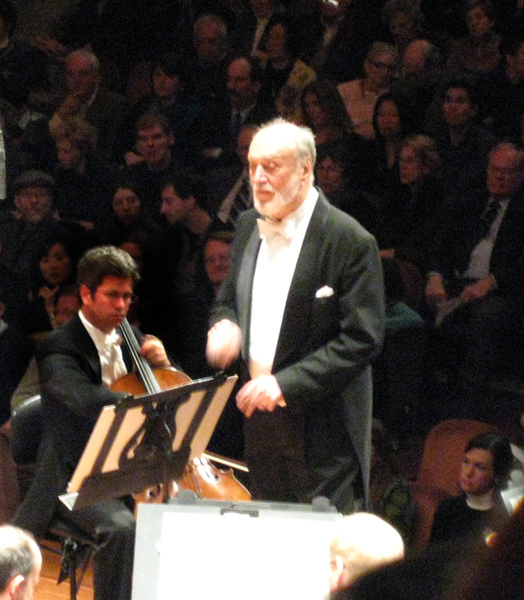
Concierto del 13 de enero de 2007, Masur dirige "Sinfonía Escocesa" de Mendelssohn.

### Comienzos
La orquesta tiene un largo tiempo integrada en la vida y cultura de la ciudad de San Francisco. Hadley fue descubierto en 1915 por Alfred Hertz, quien condujo por varios años la Ópera del Metropolitan, incluso apareció con la compañía durante su desarrollo histórico en San Francisco en abril de 1906, previamente del terremoto y del fuego. Hertz ayudó a refinar la orquesta y convencer a Victor Talking Machine Company para grabar en Oakland desde 1925. Hertz también condujo la orquesta en numerosas emisoras de radio.
Hertz, después anunció su oficial retiro en 1930, la orquesta fue conducida por dos líderes, Basil Cameron e Issay Dombrowen. Durante la Gran Depresión, cuando la existencia de la SFS fue amenazada por quedar en quiebra y la sesión de 1934-35 fue cancelada, las personas de San Francisco vincularon una medida para proveer financiamiento público y asegurar la continuidad y existencia de la organización. El famoso maestro francés Pierre Monteux (1987-1964), quien condujo la premier mundial de La consagración de la primavera por Igor Stravinsky, quien alquiló la orquesta para restaurarla. Monteuz mejoró exitosamente la orquesta que NBC volvió a emitir algunas de sus conciertos y RCA Victor ofreció un contrato con una grabación nueva en 1941. En 1949, Monteux invitó a Arthur Fiedler para conducir los conciertos de "pop" en el verano en el Auditorio Civic. Fieder también condujo la orquesta en conciertos libres en Singmund Stern Grove y el Anfiteatro Frost en la Universidad Stanford. La relación de Fiedler con la orquesta continuó hasta mediados de los años 70s.

#### En busca de un director
Cuando Monteux se salió de la orquesta en 1952, varios líderes condujeron la orquesta, incluyendo a Leopold Stokowski, Georg Solti, Erich Leinsdorf, Karl Münchinger, George Szell, Bruno Walter, Ferenc Fricsay y William Steinberg. Stokowski también creó series de las grabaciones de RCA Victor con la orquesta.
Tenía dos años antes de que el consejo decidiera alquilar al joven maestro español Enrique Jordá para ser el siguiente director de música. Desde sobrevivir al testigo ocular y las cuentas de periódico, Jordá se asoció con ellos con una fuerte promesa. Tuvo un entusiasmo juvenil, energía y encanto. Sin embargo, Jordá conducía constantemente tan vigoroso que su testigo desapareció de su poder. En años pasados, Jordá fue reportado por fallar en mantener la disciplina y no proveer un liderazgo bueno y la orquesta fallara. George Szell (1897-1970), el director de música de alto rango de la Orquesta de Cleveland, fue invitado para conducir la orquesta en 1962 y se consternó por la escasez de disciplina que publicó una recomendación a Jordá, también regañó la crítica de la música de Alfred Frankenstein en el periódico San Francisco Chronicle por recomendar a Jordá y la orquesta. Los comentarios de Szell fueron cada vez más insatisfactorios entre los músicos y el público, dirigiendo el tablero de SFS para hacer un cambio.
En otoño de 1963, el conductor austríaco Josef Krips (1902-1974) dirigió la orquesta y la llevó a la fama. Rápidamente se hizo conocido como benevolente autocrítico, además, no toleraba la música descuidada. Trabajó para inspirar a músicos, también, pronto comenzó a perfeccionar sus interpretaciones, particularmente en el repertorio Austro-Alemán. Una de sus innovaciones fueron las tradiciones anuales de la Víspera de año nuevo, "A Night in Old Vienna." cuando fue leal a la música de Johann Strauss y otros maestros vieneses del siglo XIX. Conciertos similares han continuado hasta hoy en día, sin embargo el formato es un tanto diferente a la versión pasada. Krips grabó discos junto a la orquesta, insistió en que aún no estaban listos. Agregó que permitirían que KKHI buscara algún viernes en la noche para dar su concierto. También facilitó el camino de su sucesor cuando invitó al joven director japonés, Seiji Ozawa, a conducir la orquesta; Ozawa rápidamente impresionó a los críticos y la audiencia con su impresionante Bernstein como conductor, particularmente en las interpretaciones de los Cuadros de una exposición de Músorgski (orquestados por Ravel), la cuarta sinfonía de Chaikovski y la Symphonie Fantastique hecha por Hector Berlioz. Krips se retiró a finales de 1970 y solo regresó cuando lo invitaron a conducir la orquesta en Stern Grove, antes de su muerte en 1974.

## Invitados
En toda la historia de San Francisco Symphony, ha tenido grandes conductores, músicos y cantantes como invitados. Muchos compositores famosos también han conducido la orquesta en sus años. En 1915, Saint-Saens (1835-1921) condujo la orquesta en el pacífico de Panamá, en una expedición internacional esperada por años en el Distrito de la Marina de San Francisco. En 1928, Maurice Rave condujo alguna de su popular música. En junio de 1937, George Gershwin (1898-1937) dirigió su ópera Porgy and Bess, luego fue solista en su Concerto in F con Pierre Monteux como conductor. Igor Stravinsky (1882-1971) fue un invitado regular conductor, apareciendo periódicamente desde 1937 hasta 1967. Aaron Copland (1900-1990) condujo la orquesta en 1966. Otros compositores que dirigieron la orquesta fueron Ernst von Dohnányi en 1927, Ottorino Respighi en 1929, Arnold Schoenberg en 1945, Darius Milhaud en 1949, Manuel Renthal en 1950, Leon Kirchner en 1960, Jean Martinon en 1970 y Howard Hanson. John Adams, compositor-en-residencia desde 1979 hasta 1985, también incluían conductores frecuentes en sus propios trabajos con la orquesta.
Además de compositores invitados, algunos conductores famosos también condujeron la orquesta, tales como Artur Rodzinski, Walter Damrosch, Sir Thomas Beecham, John Barbirolli, Andre Kostelanetz, Lorin Maazel, Leonard Bernstein, Guido Cantelli, Victor de Sabata, Dmitri Mitropoulos, Erich Leinsdorf, George Szell, Charles Münch, Paul Paray, Rafael Kubelík, Daniel Barenboim, Istvan Kertesz, Karl Richter, Antal Doráti, Leonard Slatkin, Andrew Davis, Nikolaus Harnoncourt, Yevgueny Svetlanov, Simon Rattle, Kurt Masur, Neeme Jarvi, Kiril Kondrashin, Eugene Ormandy, Georg Solti, Michael Kamen y Christopher Hogwood.
Algunos de los muchos solistas que aparecieron con la orquesta incluían volinistas como Jascha Heifetz, Fritz Kreisler, Yehudi Menuhin, Midori, Itzhak Perlman, Isaac Stern y Efrem Zimbalist; y pianistas como Vladimir de Pachmann, Peter Serkin, Rudolf Serkin y Andre Watts.

## Sala de Conciertos
La SFS dio su primer concierto en diciembre de 1911 en la corte del teatro en la calle 64 Ellis. Los conciertos fueron recorridos al Teatro Curran] en la calle 445 Geary en 1918, después al Teatro Tívoli en la calle 75 Eddy en 1921-22. Los músicos regresaron al Teatro Curran desde 1922 hasta 1931, luego volvieron al Teatro Tivoli desde 1931 hasta 1932. Finalmente, el 11 de noviembre de 1932, la orquesta de San Francisco fue trasladada a la nueva marca de War Memorial Opera House en la avenida 301 Van Ness, donde el mejor de sus conciertos fue dado hasta Junio de 1980. Los mejores conciertos usualmente fueron dados en el enorme Auditorio Civic. El último concierto en el histórico salón de ópera, un programa Beethoven conducido por Leonard Slatkin en junio de 1980. La orquesta ahora toca en el Salón Louise M. Davies Symphony en la calle Grove y la avenida Van Ness, el cual abrieron en septiembre de 1980 con un concierto de gala conducido por Edp de Waart, televisado en vivo en PBS y presentado por el anfitrión y violinista Yehudi Menuhin.

## La orquesta con Metallica
La famosa banda de thrash metal, Metallica, ha tocado al lado de la orquesta, aún con las diferencia de géneros que tienen entre sí, ha sido bastante difícil instrumentalizar las canciones que conforman este doble CD, S&M, que junto a 78 músicos, sin contar a los de la banda, ha dado un fuerte impacto sobre los fanes de Metallica.
El director y compositor de este evento ha sido Michael Kamen, popularizado por sus bandas sonoras como "Robin Hood", "The Three Musketers" o "Mr. Holland´s Opus". Es conocido por ser una figura en la fusión de géneros clásicos y modernos. Kamen ya había tenido proyectos parecidos al S&M, como lo son David Bowie, Pete Townshend, Eric Clapton, Kate Bush, Aerosmith y Pink Floyd. Sin embargo Michael suele apasionarse por la música y educación instrumental, por esto, fundó la "Mr. Holland´s Opus Foundation", organización que promueve la educación musical.
La grabación del CD fue grabado en vivo en el Berkeley Community Theater los días 21 y 22 de abril de 1999 en San Francisco, la orquesta fue tocada por 72 músicos más el director, Michael. Francis Ford Coppola visitó el concierto. El evento fue grabado para su posterior edición en DVD, además de en CD, por el prestigioso Wayne Isham, autor entre otros del video "Living la vida Loca" de Ricky Martin.
Entrevistaron a Metallica para la presentación del disco en Madrid, James Hetfield, cantante y guitarrista, confesó que no le agradaba la propuesta de Kamen pero, finalmente, decidió aceptar la oferta. James declaró que aprendieron mucho de la orquesta y que era demasiado distinta la forma de trabajar, sin embargo admitió que no había mucha diferencia entre los géneros musicales.

## SFS Kids
San Francisco Symphony Kids es un sitio exclusivo para niños, les enseña el lenguaje de la música, los símbolos de las partituras musicales, los sonidos de los distintos instrumentos de una orquesta o conceptos como armonía, tempo, ritmo, entre otros. Les educa de forma divertida por medio de juegos, puedes, incluso, crear melodías con un compositor incluido en el sitio.

## Directores
- 1995– Michael Tilson Thomas
- 1985–1995 Herbert Blomstedt
- 1977–1985 Edo de Waart
- 1970–1977 Seiji Ozawa
- 1963–1970 Josef Krips
- 1954–1963 Enrique Jordá
- 1952–1954 desconocido
- 1935–1952 Pierre Monteux
- 1930–1934 Basil Cameron y Issay Dobrowen
- 1915–1930 Alfred Hertz
- 1911–1915 Henry Hadley

## Premios y reconocimientos
La SFS ha ganado once premios de la Sociedad Americana de Compositores, Autores y Publicistas para programación de la nueva música y compromiso con la música Estadounidense. En 2001, San Francisco Symphony ganó el premio mundial del escudo de hielo por Henry Brant, después ganó el Publitzer Prize de música.
| Bélgica Caecilia Prize - 1985 Nielsen: Sinfonía No. 4; Sinfonía No. 5 Francia Grand Prix du Disque - 1985 Nielsen: Sinfonía No. 4; Sinfonía No. 5 Ordre des Arts et des Lettres - Michael Tilson Thomas Alemania Premio de la crítica discográfica alemana - 1995 Mahler: Sinfonía No. 2 Japón Premio Japan Record Academy - 1989 Grieg: Peer Gynt Reino Unido Premios Gramophone- Mejor orquesta - 1991 Nielsen: Sinfonía No. 2; Sinfonía No. 3 | Estados Unidos Premio Emmy por Programa en Conservación de la música clásica - 2002 Sweeney Todd: The Demon Barber Of Fleet Street Premio Grammy por Mejor Álbum Clásico - 2006 Mahler: Sinfonía No. 7 - 2004 Mahler: Sinfonía No. 3; Kindertotenlieder - 2000 Stravinsky: The Firebird; The Rite of Spring; Perséphone Premio Grammy a la mejor interpretación coral - 1995 Brahms: Ein deutsches Requiem (1995) - 1992 Orff: Carmina Burana Premio Grammy por Mejor Álbum ingenioso clásico - 2000 Stravinsky: The Firebird; The Rite of Spring; Perséphone - 1996 Bartók: Concertierto por Orquesta; Kossuth Anexo:Premio Grammy a la mejor interpretación orquestal - 2006 Mahler: Sinfonía No. 7 - 2003 Mahler: Sinfonía No. 6 - 2000 Stravinsky: The Firebird; The Rite of Spring; Perséphone - 1996 Prokofiev: Romeo & Julieta Premio Grammy por Mejor Interpretación Rock Instrumental - 2001 The Call of Ktulu with Metallica |